# Chlorus brunneus
Chlorus brunneus är en insektsart som beskrevs av Bruner, L. 1911. Chlorus brunneus ingår i släktet Chlorus och familjen gräshoppor. Inga underarter finns listade i Catalogue of Life.